# Trochalodes
Trochalodes is een geslacht van kevers uit de familie bladkevers (Chrysomelidae).
De wetenschappelijke naam van het geslacht werd in 1901 gepubliceerd door Julius Weise.

## Soorten
- Trochalodes bicolor Daccordi, 2003
- Trochalodes ngarinmana Daccordi, 2003